# ملكة جمال أمريكا 2010
مسابقة ملكة جمال أمريكا 2010، هي مسابقة ملكة جمال أمريكا رقم الثالثة والثمانين في تاريخ المسابقة، عقدت في لاس فيغاس ستريب في بارادايس، نيفادا في مسرح الفنون المسرحية لمنتجع وكازينو بلانيت هوليوود يوم السبت، 30 يناير 2010. ملكة جمال أمريكا 2009 ، كيتي ستام من إنديانا، توجت خليفتها، كاريسا كاميرون من ولاية فرجينيا، في نهاية الحدث.
تنافس المتسابقون من جميع الولايات الخمسين إلى جانب مقاطعة كولومبيا وجزر فيرجن وبورتوريكو على اللقب المرموق. تم بث المسابقة مباشرة على تي أل سي. كانت هذه الطبعة هي السنة الخامسة التي استضافت بها لاس فيغاس المسابقة.
تم اختيار خمسة عشر متسابقًا في التصفيات النهائية. بعد التنافس في ملابس السباحة، اختار الحكام أفضل 12 متنافسة، من بعدها تم استبعاد ثلاثة متنافسات. بعد منافسة ثوب المساء، تم اختيار عشرة للتنافس في مسابقة المواهب، تم استبعاد اثنين من قبل الحكام. بعد ذلك، تم استبعاد ثلاثة وتم اختيار سبعة قبل المقابلة النهائية. في نهاية المسابقة، تم الإعلان عن المتسابقين الأربعة أولاً، تلاها فائز ملكة جمال أمريكا الجديد.

## النتائج

### المراكز النهائية
| النتائج النهائية      | اسم المتنافسة                                                                 |
| --------------------- | ----------------------------------------------------------------------------- |
| ملكة جمال أمريكا 2010 | - فرجينيا - كاريسا كاميرون                                                    |
| الوصيفة الأولى        | - كاليفورنيا - كريستي كافيندر                                                 |
| الوصيفة الثانية       | - تينيسي - ستيفاني ويتلر                                                      |
| الوصيفة الثالثة       | - لويزيانا - كاثرين بوتنام                                                    |
| الوصيفة الرابعة       | - كنتاكي - مالوري إيرفن*                                                      |
| أفضل 7                | - هاواي - رايسن وولفورد - نيو مكسيكو - نيكول مينر                             |
| أفضل 10               | - مقاطعة كولومبيا - جين كوري - نبراسكا - بريتاني جيفرز - تكساس - كريستين بلير |
| أفضل 12               | - كولورادو - كاتي ليمان - أوكلاهوما - تايلور تريت*                            |
| أفضل 15               | - أركنساس - سارة سلكوم* - إنديانا - نيكول بولارد - أوريغون - سي سي باربر**    |

* - تم اختياره بتصويت أمريكا من مسابقة ملكة جمال أمريكا السابقة، ملكة جمال أمريكا: وراء الستار.
** - لأول مرة في تاريخ المسابقة ، بعد اختيار 14 متأهلاً للتصفيات النهائية ، تم التصويت على المتسابقة من قبل زملائها المتسابقين كأصحاب التصفيات النهائية رقم 15 من بين 39 متسابقًا غير نهائي.

## لمراجع
1. 1 2  "Planet Hollywood Resort & Casino to Host 2010 Miss America Pageant on TLC". Miss America Organization. 26 مايو 2009. مؤرشف من الأصل في 2009-07-21.
2. ↑  "MAO Announces 2010 Miss America Pageant Host". Miss America Organization. 5 نوفمبر 2009. مؤرشف من الأصل في 2010-02-04.
3. ↑  "Miss America 2010 - Pageant Planet". www.pageantplanet.com. مؤرشف من الأصل في 2019-03-29. اطلع عليه بتاريخ 2019-03-29.
4. ↑  "Caressa Cameron". www.pageantplanet.com (بالإنجليزية). Archived from the original on 2019-03-29. Retrieved 2019-03-29.